# دالي ستيفنز
دالي ستيفنز (بالإنجليزية: Dale Stephens) هو سياسي أمريكي، ولد في 23 نوفمبر 1959 في هنغتينغتون في الولايات المتحدة. حزبياً، نشط في الحزب الديمقراطي.